# Cal Fusté
Cal Fusté és una obra de Calonge de Segarra (Anoia) inclosa a l'Inventari del Patrimoni Arquitectònic de Catalunya.

## Descripció
Casa particular situada al final del carrer Major, dins del nucli urbà del poble.
L'edifici de planta rectangular s'estructura a partir de planta baixa, primer pis i golfes. La coberta exterior és a doble vessant amb teula àrab. A la façana principal hi troben la porta d'ingrés a l'edifici, estructurada mitjançant un gran portal d'arc de mig punt adovellat.
L'edifici presenta una parament paredat de pedres irregulars disposades amb filades horitzontals, parcialment cobert per un fi arrebossat; així com l'ús de carreus emprats per l'estructura de la porta d'ingrés.